# Горная филория
Горная филория, или филория Фроста (лат. Philoria frosti) — вид лягушек из рода филорий. Внесена в Красную книгу как вид, находящийся на грани исчезновения согласно Гарантийному акту по флоре и фауне от 1988 года и Акту о защите окружающей среды и биоразнообразия от 1999 года. Эндемик плато Бау-Бау, в основном на территории национального парка Бау-Бау, находящегося в австралийском штате Виктория. Впервые описана зоологом Уолтером Спенсером в 1901 году. Видовое латинское название дано в честь австралийского натуралиста Чарлза Фроста (1853—1915).
Ареал вида охватывает всего около 135 км² на высотах 900—1564 м над уровнем моря. Взрослая лягушка имеет длину 45—52 мм, самки немного крупнее самцов. Окраска тела тёмно-коричневого цвета, брюшко со светло-коричневыми или тёмно-жёлтыми пятнышками. За каждым глазом находится хорошо выраженная околоушная железа. Перепонок между пальцами нет. Головастики имеют сливочно-белый цвет, без пигментации, имеют крупный желточный мешок, атрофированное ротовое отверстие и не питаются до метаморфоза.
В 1983 году численность вида оценивалась в 10 000—15 000 взрослых самцов и не вызывала особых опасений, в 2002 году их уже было около 7000 (подсчёт вёлся по количеству голосов в брачный период, поэтому примерно сосчитать можно было только половозрелых самцов). В настоящее время популяция этой лягушки оценивается примерно в 750 особей, а по некоторым данным — менее 250. Точная причина исчезновения вида неясна.